# Kit Fagan
Chris "Kit" Fagan là một cầu thủ bóng đá thi đấu ở vị trí trung vệ ở Football League cho Liverpool và Tranmere Rovers, và tại North American Soccer League cho Philadelphia Atoms. Ông là con trai của cựu huấn luyện viên trưởng Liverpool Joe Fagan.